# Creedence Clearwater Revival
Creedence Clearwater Revival ili skraćeno CCR bila je američka rock grupa koja je djelovala u razdoblju s kraja 60-ih i početkom 70-ih. U tek 5 godina koliko su zajednički djelovali uspjeli su izdati nekoliko albuma i pjesama koje su označile doba rocka što ih stavlja u jedne od najboljih rock skupina svih vremena.
Neke od poznatijih pjesama koje su izdali su "Proud Mary", "Looking at my back door" i "Have you ever seen the rain". Uvršteni su u "Rock and Roll kuću slavnih" 1993. godine.

## Osnivanje i slava
John Fogerty, Doug Clifford i Stu Cook upoznali su se u osnovnoj školi u El Cerritu u Kaliforniji i počeli svirati u grupi "The Blue Velvets". Tada se grupi pridružio Johnov tri godine stariji brat Tom Fogerty. Tada su potpisali ugovor za nezavisnu produkcijsku kuću "Fantasy Records" koja je bila smještena u San Franciscu.
Nakon toga promijenili su ime u Creedence Clearwater Revival. Njihov raniji uspjeh unazadila je činjenica što su John Fogerty i Doug Clifford dobili poziv za vojsku 1966.
Nakon što su odlužili vojni rok, sve se nastavilo po starom te su 1968. godine počeli svirati kao grupa. Svi članovi grupe prestali su raditi stalan posao i potpuno se posvetili glazbi. Rezultat toga bio je njihov prvi album nazvan po imenu grupe "Creedence Clearwater Revival". Taj album ih je proslavio jer se pjesma s tog albuma "Suzie Q" neprestano vrtila na radiu diljem SAD-a.
Njihov drugi album "Bayou Country" postao je hit zbog pjesme "Proud Mary" koja je do danas ostala kao jedna od najviše prepjevanih pjesma. Tu pjesmu je obradila i "baka rock and rolla" Tina Turner.
Treći po redu album donio je ponovno novi hit "Bad moon rising" koji je u to vrijeme bio na broju 2 mjestu svjetskih ljestvica. Te 1969. godine uspjeli su izdati čak 3 albuma što je u to vrijeme rijetko tko mogao učiniti. S četvrtim albumom došla su čak dva velika hita "Fortunate son" i "Down on a corner" te su se Creedensi sve više pretvarali u svjetske zvijezde.
I 70-ih godina počeli su odlično te su izdali peti album s novim hitom "Looking at my back door" i činilo se da ništa ne može zaustaviti CCR da postanu najveća grupa svih vremena. Njihov album "Pendulum" ponovno je izbacio veliki hit, po mnogima i najveći njihov hit uz "Proud Mary" zvan "Have You Ever Seen the Rain?".

## Raspad
Posljednji album koji su snimili objavljen je 1972. godine, nakon čega je nastala svađa između članova grupe zbog uloga u grupi. Album je imao najlošiju prodaju od svih ostalih albuma, a nije imao niti jedan hit. To se odrazilo i na članove grupe koji su se zbog čestih nesuglasica odlučili razdvojiti. 1972. godine "Fantasy Records" i CCR odlučili su prekinuti suradnju i otpustiti grupu.
Grupa se više nikada do danas nije ponovno okupila u istom sastavu, ali su članovi Stu Coock i Doug Clifford napravili svoju grupu "Creedence Clearwater Revisited" 1995. koja djeluje i dan danas. John Fogerty je napravio ne tako dobru samostalnu karijeru dok je njegov stariji brat Tom preminuo 1990. godine od side.

## Diskografija
- Creedence Clearwater Revival (1968.)
- Bayou Country (1969.)
- Green River (1969.)
- Willy and the Poor Boys (1969.)
- Cosmo's Factory (1970.)
- Pendulum (1970.)
- Mardi Gras (1972.)

## Zanimljivosti
Iako su bili na vrhu nekih međunarodnih i top lista mnogobrojnih lokalnih radio stanica, CCR su imali 5 singlova na poziciji 2., a nikada nisu imali broj 1. na Billboardovoj Hot 100 listi.

## Vanjske poveznice
- Creedence-Online
- Creedence Clearwater Revival at WorldMusicDatabase